# Cocksucker Blues
Pour plus de détails, voir Fiche technique et Distribution.
Cocksucker Blues est un documentaire de Robert Frank consacré aux Rolling Stones. Il n'a cependant jamais été distribué ou diffusé en raison d'une interdiction de la part des Rolling Stones. Le titre du documentaire  est tiré d'une chanson éponyme du groupe, enregistrée en 1970 et longtemps non distribuée car jugée trop scandaleuse.

## Sujet
Le film retrace la tournée de 1972 des Rolling Stones en Amérique du Nord à la suite de la sortie de l'album Exile on Main Street. Cette tournée - connue en anglais sous le nom de S.T.P. (Stone Touring Party) - était particulièrement attendue, le groupe ne s'étant plus produit aux États-Unis depuis le dramatique festival d'Altamont en 1969 et la mort de Meredith Hunter, poignardé par des Hells Angels durant le concert.
Le documentaire montre de nombreux extraits des concerts de cette tournée triomphale, mais également des scènes filmées backstage, ainsi que des scènes tournées lors de leurs séjours dans des hôtels, dans leur avion privé, ou dans les limousines qui les transportent entre deux concerts, avec tous les excès et la débauche inhérents au Greatest rock 'n' roll band in the world à cette époque[Quoi ?]. Le film comporte des scènes osées et crues, où l'on peut voir notamment, des groupies nues fumant des joints et se faisant des injections d'héroïne, une scène de fornication dans un avion, Mick Jagger sniffant de la cocaïne et simulant une masturbation ainsi que Keith Richards jetant un poste de télévision du sixième étage d'un hôtel… Néanmoins, plus que les Rolling Stones eux-mêmes, les scènes de nu ou d'usage de drogues concernent surtout l'entourage du groupe (roadies et groupies). Par ailleurs, certaines séquences (notamment celle de l'orgie dans l'avion) auraient été mises en scène par Robert Frank afin de pimenter le contenu de son film. Ceci a été confirmé par le réalisateur au cours d'une interview puis par Keith Richards dans son autobiographie intitulée Life publiée en 2010.
Ce documentaire fait figure d'arlésienne des Stones, car il n'est finalement jamais sorti officiellement ; le groupe s'y opposa, et censura le film à sa sortie. Mick Jagger et les autres membres du groupe l'ont trouvé inintéressant et surtout compromettant. Annie Leibovitz, dans un article de Vanity Fair, estime que ce sont surtout les frasques filmées par Robert Frank qui ont été jugées dérangeantes par le groupe. Cependant, un article de Libération paru le 11 septembre 2008, estime que c'est l'image de solitude et de fragilité que renvoie le groupe mis à nu dans le documentaire qui l'avait gêné à l'époque. En effet, au-delà des scènes de concert, d'orgies ou de prises de drogues, on voit souvent les Stones errer dans les chambres d'hôtels ou des vestiaires improvisés, en proie à l'ennui, à la fatigue et à la solitude, bien loin de l'image qu'ils renvoyaient sur scène.
Le réalisateur n'est pas de cet avis et veut diffuser son œuvre. Le conflit se termine par un procès ; dans son jugement, le tribunal autorise la diffusion du film au maximum quatre fois par an et uniquement en présence du réalisateur. Ainsi le film ne peut de fait sortir normalement dans les cinémas comme il était prévu. Toutefois, des copies bootlegs sont diffusées, assurant la notoriété sulfureuse de Cocksucker Blues auprès des fans du groupe. À noter que des extraits accélérés du documentaire sont présents dans la compilation vidéo de 1988 Video Rewind.
La chanson qui donne son titre au film possède également son histoire. Les Stones, en fin de contrat avec Decca Records ont composé ce titre avec l'intention délibérée d'offenser la direction de Decca. Jugée trop scandaleuse, la chanson est mise dans les fonds de tiroirs. Elle est néanmoins sortie en 1983 dans une compilation destinée au marché ouest-allemand. Cependant la compilation est très vite ressortie dans une autre version qui ne contenait plus la chanson. Trois versions existent : deux acoustiques, interprétées par Mick Jagger seul à la guitare, sous des titres différents, Schoolboy blues et Cocksucker Blues, la dernière existant également en version plus longue jouée par le groupe entier en version « Big band ».

## Fiche technique
- Réalisation : Robert Frank
- Production : Marshall Chess
- Montage : Paul Justman et Susan Steinberg
- Musique : The Rolling Stones
- Producteur : Marshall Chess
- Pays :  États-Unis
- Langue : anglais
- Date de sortie : 
  -  États-Unis : avril 1979